# Umbraquinesis
La umbraquinesis (también escrito umbrakinesis) es una capacidad psíquica que consistiría en la manipulación mental de las sombras.
Puesto que la sombra sólo existe con cierta coherencia de la luz, esta capacidad estaría directamente relacionada con la fotoquinesis.
La manipulación de sombra se lograría mediante la emisión de un campo de repulsión capaz de invertir las polaridades y causar la repulsión de los fotones (las partículas que componen la luz).  Esta repulsión sería inducida por la dispersión de la luz, creando un efecto atenuante sobre la luminosidad ambiente o pudiendo llegar incluso a desplegar un manto de oscuridad de la nada.

## Umbraquinesis en la cultura popular
La umbraquinesis, ya sea como poder psíquico o magia, aparece en el cine, los videojuegos, la literatura, los cómics y los juegos de rol.
- La Sombra, un personaje creado inicialmente para la radio, que fue llevado luego a la novela, el cómic y el cine, toma su nombre precisamente de esta habilidad.
- En el anime Full Metal Alchemist Brotherhood, el homúnculo Pride usa la umbraquinesis para desplazarse, observarlo todo y matar, convirtiendo las sombras en afiladas cuchillas con las que asesinar a sus objetivos. Alphonse Elric consigue reducirle encerrándole en una cúpula de tierra, dejándole completamente a oscuras para que no pueda usar su poder.
- En el anime Soul Eater, el personaje Black Star puede tener este poder gracias a su arma y compañera Tsubaki Nakatsukasa.
- Una variedad de criaturas ficticias (tipo fantasma) de la serie Pokémon posee este poder.
- Al personaje de cómic John Constantine, gran conocedor de la oscuridad, también se le atribuye esta capacidad.
- La umbraquinesis es una de las habilidades psíquicas del juego en línea Dragon´s World.
- La umbraquinesis es la base del poder de la carta The Shadow, de la serie Sakura CardCaptor.
- La manipulaciòn de las sombras es una de las especialidades de Shikamaru Nara, un personaje del manga y anime Naruto
- El personaje de Shadow de la popular serie de videojuegos Sonic se llama sombra.
- El clan ficticio La sombra del Mundo de Tinieblas es principalmente conocido por usar esta capacidad.
- El antagonista de la trilogía fantástica Grisha por Leigh Bardugo, El Darkling, era capaz de controlar las sombras, crear criaturas a partir de ellas y también fue quien creó el abismo de sombras, lugar temido en Ravka.
- El Rey Sombra,personaje de la serie de televisión My Little Pony:Friendship is Magic,tenía la habilidad de convertirse en una sombra y hacer surgir cristales oscuros del suelo.
- El Shichibukai Gecko Moria comió la fruta Kage Kage, fruta del Diablo de tipo Paramecia que otorga al consumidor la habilidad de manifestar y controlar las sombras así como otorgarles una forma tangible y física.
- Alastor a.k.a. El demonio de la Radio, en Hazbin Hotel es un respetado y temido Brujo capaz de controlar distintas entidades del mundo de las sombras o el infierno.
- El coleccionista de La casa Búho también tiene este poder